# Cryptus incisus
Cryptus incisus là một loài tò vò trong họ Ichneumonidae.